# Cacic de carpó groc
El cacic de carpó groc (Cacicus cela) és una espècie d'ocell de la família dels ictèrids (Icteridae) que rep en diverses llengües el nom de cacic de carpó groc - [yellow-rumped cacique (anglès), cacique lomiamarillo (castellà) ]. Habita zones boscoses, incloent vores de rius i manglars, a la meitat septentrional d'Amèrica del Sud, a Panamà, Colòmbia, oest i est de l'Equador, nord-oest i est del Perú, Veneçuela, illa de Trinidad, Guaianes, nord i est de Bolívia i Brasil amazònic i costa oriental.

## Taxonomia
Han estat descrites tres subespècies:
- Cacicus cela vitellinus Lawrence, 1864. Des de Panamà central fins al nord i centre de Colòmbia.
- Cacicus cela flavicrissus (Sclater, PL, 1860). De l'oest de l'Equador i el nord-oest del Perú.
- Cacicus cela cela (Linnaeus, 1758). A l'est de Colòmbia, Veneçuela i les Guaianes, cap al sud fins Bolívia central i sud del Brasil.

Alguns autors consideren, arran Fraga 2011, que les dues primeres subespècies formen en realitat una espècie de ple dret, quedant de la següent manera:
- Cacicus cela (sensu stricto) - cacic de carpó groc.
- Cacicus flavicrissus – cacic cuanegre[4]